# Donduk Kuular
Donduk Kuular (in tuvano Куулар Дондук?; 1888 – 22 marzo 1932) è stato un politico tuvano.

## Biografia
Nacque nel piccolo villaggio di Šemi e fu istruito presso un tempio buddhista ad Urga.
Kuular favorì il buddhismo come religione di Stato e cercò di limitare la propaganda proveniente dalla Russia. Egli cercò anche di stabilire legami con la Mongolia. L'Unione Sovietica divenne sempre più preoccupata di queste iniziative, durate fino al 1929, quando Kuular venne spodestato con un colpo di Stato, arrestato e poi giustiziato nel 1932.
In URSS, nel frattempo (1930), cinque membri del KUTV (Università degli Studi sull'Oriente comunista), lo stesso gruppo che Kuular seguiva, furono designati Commissari straordinari di Tuva. Il dominio incondizionato del governo di Stalin purgò circa un terzo dei membri del Partito comunista di Tuva, e portò alla collettivizzazione delle colture all'interno del paese, tradizionalmente nomade. Il nuovo governo cercò di distruggere il buddhismo e lo sciamanesimo in Tuva, una politica voluta da Stalin. Elemento di prova di queste azioni può essere visto nella diminuzione del numero dei lama nel paese: nel 1929 vi furono 25 lamazioni e quasi 4.000 lama e sciamani presenti; nel 1931 vi fu una sola lamazione ed erano presenti 15 lama e circa 725 sciamani. Il tentativo di repressione del nomadismo risultò più difficile: un censimento nel 1931 dimostrò che l'82,2% dei tuvani erano rimasti nomadi.
Salchak Toka, uno dei commissari speciali, venne nominato Segretario Generale del Partito rivoluzionario popolare di Tuva nel 1932, e restò al potere fino alla sua morte, avvenuta nel 1973.